# Куандинський міст
Куандинський міст, або Вітімський міст (рос. Куандинский мост, Витимский мост) — тимчасовий міст через річку Вітім біля поселення Куанда. Незаконно експлуатується вже понад 30 років. Часопис Ouest-France включив міст в топ-10 найнебезпечніших доріг світу.
Розташований у Каларському районі Забайкальського краю (колишня Читинська область), біля кордону з Бурятією.
У селищі Куанда проживають близько 1,5 тисячі осіб. Населений пункт виник 1981 року, але незабаром отримав звання неофіційної «малої столиці БАМу» — саме неподалік від Куанди у 1984 році будівельники західної і східної ділянок залізничної Байкало-Амурської магістралі з'єднали в єдине ціле спочатку тимчасовий технічний міст, а потім сусідній (залізничний) міст через річку Вітім.
Побудований у 1982 р. трестом Мостстрой-9.
Довжина моста — близько 570 метрів. Ширина — приблизно 3 м, висота — 15 м. Настил зроблений зі стандартних залізничних дерев'яних шпал, прокладених поперек руху і скріплених між собою залізними скобами. При цьому частина шпал прогнила і не закріплена. Колишній накат з дощок на шпалах зберігся лише на окремих ділянках. Поодинці проїхати по мосту досить важко: попереду машини завжди зазвичай йшов чоловік і керував діями водія. Далекобійники, які зважилися проїхати по мосту, завжди зверталися за допомогою до місцевих жителів. Офіційно міст не вводили в експлуатацію, тому і не обслуговували, а ремонт то тут, то там робили ті, хто ним користувався.
Поручнів і огорожі немає. На металеву основу накидані шпали, не з'єднані між собою. Щоб машини не розгойдувалися від вітру, пасажирам доводиться відкривати вікна, щоб зменшувати парусність.
Вітімський міст, був побудований як тимчасовий. Після спорудження постійного залізничного моста через Вітім його не раз підпалювали, але металева основа залишилася, в результаті по ньому їздили автомобілі. Доїхати до селища на автомобілі можна було тільки по ньому. Однак проїзд по мосту всі ці роки по праву вважався найнебезпечнішим: будь-які огорожі на хисткій конструкції відсутні. З 2016 року проїзд по мосту був заборонений.
У Фейсбуці існує група, де туристи діляться тонкощами проїзду по мосту.
У травні 2018 року за кілька днів до урочистого відкриття моста через Керченську протоку льодохід зруйнував опори моста, що носив неофіційний титул найнебезпечнішого в Росії.
Унаслідок події населений пункт Куанда виявився відірваним від автомобільного сполучення (залізничне сполучення здійснюється на справному залізничному мосту неподалік). У районі був введений режим надзвичайної ситуації.
Ремонт цього моста (та введення його в експлуатацію як постійного автомобільного) або будівництво нового обійдеться приблизно в 1,5 мільярди рублів.